# Diagonaalrib

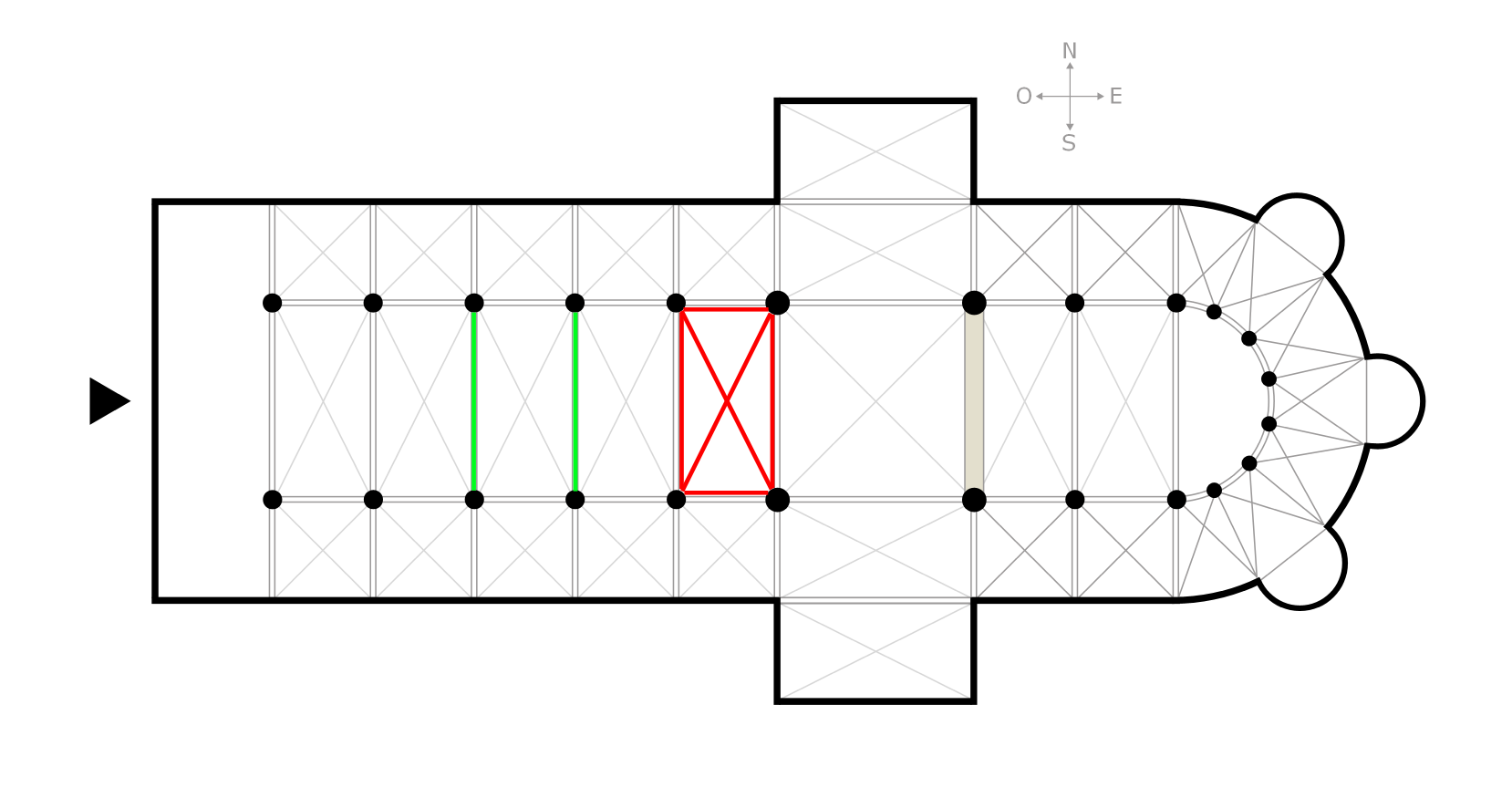
Plattegrond van een kruiskerk met gordelboog (groen) en travee (rood), bestaande uit 4 gordelbogen en 2 diagonaalribben

Een diagonaalrib of diagonaalboog zijn de ribben of bogen (graten) in een kruisribgewelf of kruisgewelf, die de tegenover elkaar liggende hoekpunten kruiselings met elkaar verbinden.
Tussen de gordelbogen van de travee werden twee diagonale ribben, de diagonaalribben, gebouwd die het gewelf dragen.